# Seznam mest v San Marinu
Seznam gradov (italijansko castelli, ed. castello, lakalno ime za občine) v San Marinu.

## Seznam
| Municipality     | Površina (km2) | Prebivalci | Prebivalci | Prebivalci | Prebivalci | Priključitev |
| Municipality     | Površina (km2) | 1986       | 1996       | 2006       | 2019       | Priključitev |
| ---------------- | -------------- | ---------- | ---------- | ---------- | ---------- | ------------ |
| Acquaviva        | 4.86           | 1.148      | 1.264      | 1.881      | 2.167      | 1243         |
| Borgo Maggiore   | 9.01           | 4.421      | 5.358      | 6.061      | 6.946      | 12. stoletje |
| Chiesanuova      | 5.46           | 724        | 866        | 1.036      | 1.152      | 1320         |
| Mesto San Marino | 7.09           | 4.179      | 4.350      | 4.409      | 4.063      |              |
| Domagnano        | 6.62           | 1.885      | 2.207      | 2.899      | 3.584      | 1463         |
| Faetano          | 7.75           | 738        | 870        | 1.139      | 1.168      | 1463         |
| Fiorentino       | 6.56           | 1.478      | 1.798      | 2.253      | 2.552      | 1463         |
| Montegiardino    | 3.31           | 557        | 717        | 843        | 966        | 1463         |
| Serravalle       | 10.53          | 6.995      | 8.085      | 9.847      | 10.976     | 1463         |
| San Marino       | 61.19          | 22.125     | 25.515     | 30.368     | 33.574     | 1463         |